# Sains-du-Nord
 Sains-du-Nord là một xã ở tỉnh Nord ở miền bắc nước Pháp. Xã này có diện tích 16,03 kilômét vuông, dân số năm 1999 là 3148 người. Khu vực này có độ cao trung bình 240 mét trên mực nước biển.